# Ергела Мерац
Ергела Мерац се налази на улазу у Старчево из правца Панчева, на главном путу.

## Историјат
Ергелу Мерац је основао Саша Никић Мерац 2020. у склопу пољопривредног газдинства. Године 2021. су почели да набављају прве коње. Пастув Гроф, фризијске расе, је први члан ергеле.
Садрже фризијске расе коња, америчке квотере, липицанере, поније и магарца. Фризијски коњи и липицанери учествују на фијакеријадама, док амерички квотери су за јахање. Липицанерка Дрина је 2023. године на Новосадском сајму освојила награду као најлепша млада кобила од пет година. Такође, на 19. „Фијакеријади” у Долову је добила награду за најлепшу младу кобилу. Поред коња имају магарца Дулета, три удомљена пса Меду, Мићу и Влајка и зеца Милета.
Ергела располаже салом која је погодна за приватна славља и освежење посетиоца и малом црквом – капелом.
У ергели Мерац за јахаче је у понуди рекреативно јахање у пратњи. На располагању је неколико стаза: до цркве на „водицама”, до новог затвора на доловачком путу и поред Дунава.